# Otavice (Chorwacja)
Otavice – wieś w Chorwacji, w żupanii szybenicko-knińskiej, w gminie Ružić. W 2011 roku liczyła 183 mieszkańców.